# Chitchor
Chitchor (चितचोर) est un film indien de Basu Chatterjee sorti en 1976. Le titre signifie littéralement « le voleur de cœur ».

## Résumé
Pitamber Choudhry, chef d'un établissement à Madhupur (état de Jharkhand), a une fille ravissante, Geeta. La fille aînée de Choudhry, Meera, qui vit à Bombay, l'informe de l'arrivée d'un ingénieur qui serait un bon parti pour Geeta. Le nouveau venu, Vinod, est donc bien accueilli, et Geeta commence à s'attacher à lui. Mais une nouvelle lettre de Meera vient bouleverser ce bonheur naissant…

## Distribution
- Amol Palekar : Vinod
- Zarina Wahab : Geeta
- Vijayendra Ghatge :Sunil Kishan
- A.K. Hangal : Pitamber Choudhry (père de Geeta)
- Dina Pathak : Mme Choudhry (mère de Geeta)
- Raju Shrestha : Deepoo (Deepak) (as Master Rajoo)

## Récompenses
- Meilleure chanteuse aux Filmfare Awards 1977 pour Hemlata.